# غروفر جونز
غروفر جونز (بالإنجليزية: Grover Jones)‏ هو كاتب سيناريو ومخرج أمريكي، ولد في 15 نوفمبر 1893 في إنديانا في الولايات المتحدة، وتوفي في 24 سبتمبر 1940 في هوليوود في الولايات المتحدة.

## وصلات خارجية
- غروفر جونز على موقع IMDb (الإنجليزية)
- غروفر جونز على موقع ألو سيني (الفرنسية)
- غروفر جونز على موقع أول موفي (الإنجليزية)
- غروفر جونز على موقع قاعدة بيانات الأفلام السويدية (السويدية)
- غروفر جونز على موقع قاعدة بيانات الفيلم (الإنجليزية)
- غروفر جونز على موقع كينوبويسك (الروسية)